# Damasippoides xanthostictus
Damasippoides xanthostictus är en insektsart som beskrevs av Brancsik 1893. Damasippoides xanthostictus ingår i släktet Damasippoides och familjen Damasippoididae. Inga underarter finns listade i Catalogue of Life.